# Драгана дел Монако
Драгана Југовић дел Монако (итал. Dragana Jugović del Monaco; Смедерево, 9. октобар 1963) је оперска певачица мецо сопран.

## Биографија
Драгана Југовић дел Монако је рођена 9. октобра 1963, у Смедереву, од мајке Десанке и оца Душана. Детињство до основне школе провела у Лозници, у кући деде Павла. Са осам година дошла у Београд. Завршила основну и средњу музичку школу „Станковић“ и Факултет музичке уметности Универзитета уметности у Београду, одсек за соло певање (просек 9,87). Као једини стипендиста италијанске владе из области музике за 1989. годину усавршава се годину дана у Милану, на Конзерваторијуму „Ђузепе Верди“.
Из брака са Клаудијем дел Монаком (Claudio del Monaco, син оперског певача Марија дел Монака) има сина Павла. Живи у Београду. Удала се 2012. године за Милоша Шобајића и развела 2016. године.

## Каријера
Концертну каријеру започела паралелно са студијама 1982, као солиста ансамбла Ренесанс, а оперску 1988. као Розина у „Севиљском берберину” на сцени Српског народног позоришта у Новом Саду. Остварила све водеће улоге мецосопранског фаха: „Кармен”, „Трубадур”, „Дон Карлос”, „Орфеј”, „Моћ Судбине”, „Риголето”, „Набуко”, „Вертер”, „Евгеније Оњегин”, „Пикова дама”, „Хофманове приче”... За улоге Кармен и Шарлоте у „Вертеру” две године заредом добила је награде за најбоља уметничка остварења у сезони. Осим у земљи, од 1990. наступа на водећим европским сценама у Швајцарској (Женева, Луцерн), Немачкој (Бон, Дармштат) и Италија (Верона, Венеција, Тревизо, Сицилија, Сардинија). Певала је у Варшави, Сеулу, Ослу, Прагу...
Од 1998. првакиња је Опере Народног позоришта у Београду. Говори неколико светских језика, започела је студије журналистике 1982. на Факултету политичких наука, остала јој страст према књигама и поезији и понекад објављује своје текстове. Због својих хуманитарних активности 2002. проглашена је почасним грађанином Земуна.
Обележила је 25 година концертом у Сава центру јуна 2014. године.